# Bromus kinabaluensis
Bromus kinabaluensis är en gräsart som först beskrevs av Pieter Jansen, och fick sitt nu gällande namn av Jan Frederik Veldkamp. Bromus kinabaluensis ingår i släktet lostor, och familjen gräs. Inga underarter finns listade i Catalogue of Life.